# 奧蘭多 (英國小說)

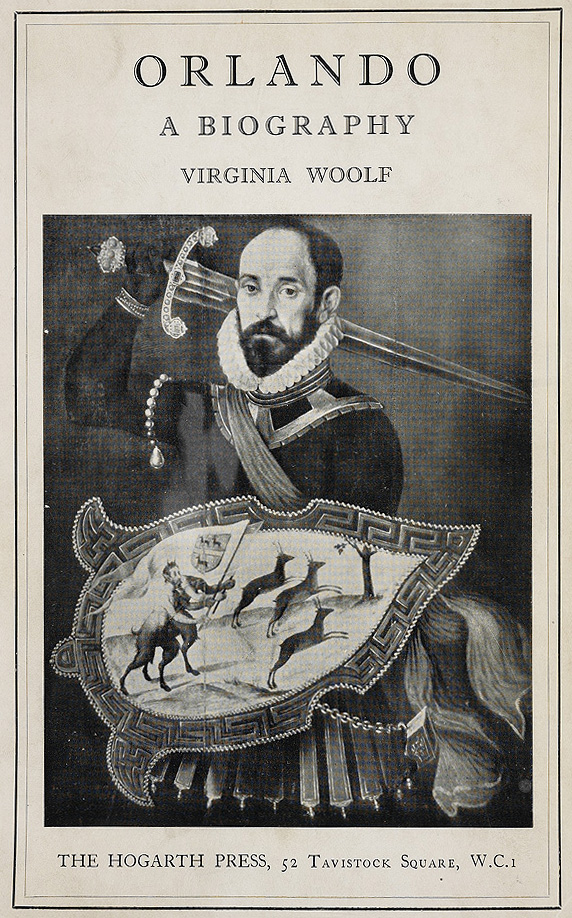

《奧蘭多》（Orlando），是英國女作家的一部的意識流小說，於1928年11月發表，其被認為是伍爾芙作品中最易閱讀的一篇。該小說同時也是一部半自傳故事，主要建構於伍爾芙密友和同性恋人薇塔·萨克维尔-韦斯特（Vita Sackville-West）的生活背景。其風格具有相當的影響力，對文學界尤其是女性寫作與性別研究的歷史中極為重要。
這部小說被改編成電影《美麗佳人歐蘭朶》，時空從1600年的男性奧蘭多橫跨至1992年的現代女性歐蘭朵，由演出此一橫跨時空及雌雄轉換的角色。